# Even as Eve
Pour plus de détails, voir Fiche technique et Distribution.
Even as Eve est un film dramatique américain sorti en 1920 distribué par Associated First National Pictures. Produit par B. A. Rolfe, le film a été réalisé par Rolfe et Chester De Vonde. Il a été tourné dans les studios de la Thanhouser Company à New Rochelle, New York. Certaines scènes extérieures ont été tournées dans les Adirondacks de New York et dans un domaine de Long Island. Il était basé sur la nouvelle The Shining Band de Robert W. Chambers, et adaptée par Charles Logue. 

## Synopsis
Eileen O'Hara vit avec son père en tant que membres d'un culte religieux appelé The Shining Band dans un complexe situé dans les Adirondacks. L'infidélité de sa mère, il y a quelques années, a laissé son père aigri. Peyster Sproul, en tant que président du club Sagamore, tente d’acheter le terrain des O'Hara pour devenir un lieu de villégiature estival. Sproul est l'homme avec lequel la mère d'Eileen a été infidèle. M. O'Hara reconnaît Sproul, ils se disputent et M. O'Hara décède. Sproul soudoie ensuite Amasu Munn, le chef de culte malhonnête, pour obtenir une réclamation illégitime sur la propriété. Sproul tente de voler l'acte à Eileen mais est contrecarré par le jeune Dr. Lansing qui est tombé amoureux d'Eileen.

## Fiche technique
- Réalisation : B. A. Rolfe et Chester De Vonde
- Scénario : Charles Logue d'après a nouvelle The Shining Band de Robert W. Chambers

## Distribution
- Grace Darling (en) : Eileen O'Hara
- Ramsey Wallace : Dr. Lansing
- E. J. Ratcliffe : Peyster Sproul
- Sally Crute : Agatha Sproul
- Marc McDermott : O'Hara

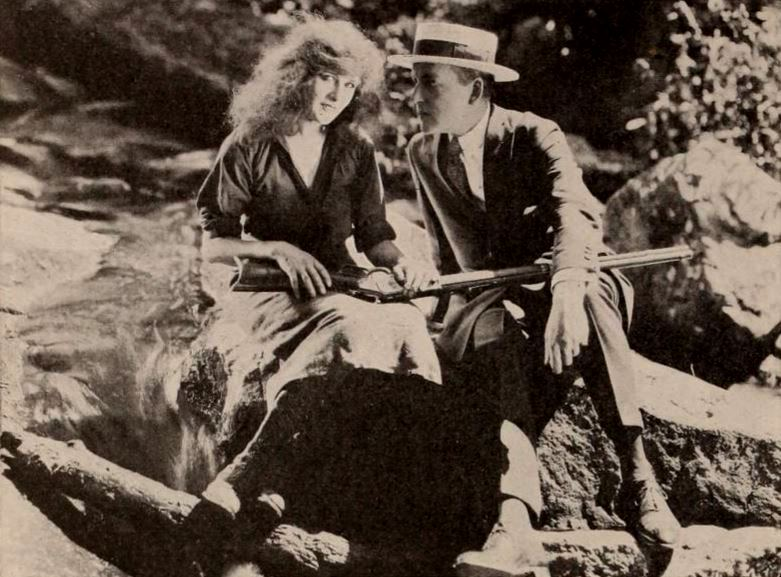
Grace Darling et un acteur non identifié, dans une scène du film

- Gustav von Seyffertitz : Amasu Munn
- John Goldsworthy : De Witt Courser
- John L. Shine : Colonel Hyssop
- Robert Paton Gibbs : Major Brent
- Diana Allen